# سید ابوالفضل موسوی تبریزی
ابوالفضل سیدریحانی (۱۳۱۴–۱۳۸۲) معروف به سید ابوالفضل موسوی تبریزی نمایندهٔ مجالس شورای اسلامی و خبرگان رهبری و دادستان کل کشور بود.

## تولد و تحصیلات
سید ابوالفضل موسوی تبریزی سال ۱۳۱۴ در تبریز متولد شد. خانوادهٔ پدری او از روحانیان مورد اعتماد منطقه بودند و او برای ادامه سنت خانوادگی در ۱۳ سالگی ابتدا در تبریز علوم دینی را در سطح مقدمات خواند و پس از ۵ سال برای دورهٔ تکمیلی راهی حوزهٔ علمیهٔ قم می‌شود. از استادان او می‌توان به رسول شاهرودی، میرزا علی عطار، روح‌الله خمینی، سیدکاظم شریعتمداری و سیدمحمود حسینی شاهرودی اشاره کرد.

## تألیفات
«رسالة فی ولایت الفقیه»

## فعالیت‌های سیاسی
موسوی تبریزی پیش از انقلاب به عضویت جامعهٔ مدرسین حوزهٔ علمیهٔ قم شد و همراه با سایر افراد این مجموعه بیانیه‌هایی را در ضد رژیم پهلوی صادر می‌کرد. او با این که از شاگردان مورد وثوق شریعتمداری بود پس از اختلافات پیش آمده در جریان حزب خلق مسلمان و بحث اتهامات مربوط به صادق قطب‌زاده و شریعتمداری از او جدا شد.
از فعالیت‌های پس از انقلاب موسوی تبریزی می‌توان به عضویت او در مجلس خبرگان قانون اساسی، نمایندگی مجلس خبرگان رهبری در سه دوره و ریاست دیوان عدالت اداری و نیز دادستانی کل کشور اشاره کرد.
وی همچنین نمایندگی مجلس شورای اسلامی در دورهٔ اول و دوم از طرف مردم تبریز را بر عهده داشت.
| مجلس | رای     | درصد |
| ---- | ------- | ---- |
| اول  | ۱۴۴٬۹۴۳ | ۵۲   |
| دوم  | ۷۱٬۱۵۸  | ۳۵   |

سید ابوالفضل موسوی تبریزی ۲۵ فروردین ۱۳۸۲ درگذشت.